# Epilissus delphinensis
Epilissus delphinensis là một loài bọ cánh cứng trong họ Bọ hung (Scarabaeidae).